# أحمد سيد عابد الموسوي
أحمد سيد عابد سيد محمد الموسوي(1910 - 1978) نائب سابق في المجلس التأسيسي عام 1963 مجلس الأمة الكويتي، وهو والد سيد عابد سيد احمد المُتوفي عام 1980 والدكتور محمد المُتوفي عام 1991 والدكتور مصطفى سيد أحمد الموسوي الذي شارك في انتخابات مجلس الأمة الكويتي 1996 وانتخابات مجلس الأمة الكويتي 1999 ولم يفز.

## السيرة البرلمانية
شارك في انتخابات مجلس الأمة الكويتي 1963 في الدائرة الأولى وحصل على المركز الرابع بـ744 صوت وفاز بالانتخابات.، وشارك في انتخابات مجلس الأمة الكويتي 1967 في الدائرة الأولى وحصل على المركز السادس وخسر بـ832 صوت ، وشارك في انتخابات مجلس الأمة الكويتي 1971 في الدائرة الأولى وحصل على المركز الثالث بـ835 صوت وفاز بالانتخابات ، وشارك في انتخابات مجلس الأمة الكويتي 1975 في الدائرة الأولى وحصل على المركز السادس بـ456 صوت وخسر في الانتخابات.